# Damian Necula
Damian Necula (n. 14 februarie 1937, București - d. 6 septembrie 2009, Franța) a fost un poet și scriitor român.

## Biografie
În anii 1960-1965 a studiat la Facultatea de Filologie a Universității București.
Între anii 1965 și 1987 a fost redactor la revista Viața românească. A debutat publicistic în anul 1962 cu versuri și cronici literare, iar editorial în anul 1967 cu Bărbații acestui pământ (versuri, Editura Eminescu). Între 1980 și 1982 a scris romanul Sărbătoarea continuă, care nu a putut fi publicat în România, deoarece subiectul era despre exil și despre drama celui aflat în imposibilitatea de a reveni în patria sa din cauza  unui regim ticălos. Cartea aceasta a fost  citită la Europa Liberă în aprilie-mai 1989 și reprezintă o frescă a României în ultimii ani ai dictaturii comuniste.
În 1987 a părăsit România refugiindu-se politic în Franța și s-a stabilit în Normandia, la Argentan. 
În noiembrie 1989 a lansat către intelectualii francezi un Apel de solidaritate cu intelectualii din România, iar în decembrie a fost unul dintre organizatorii manifestației de solidaritate cu revolta de la Timișoara, scânteia ce a dus la Revoluția Română din 1989. 